# La luz de mi vida (telenovela)
La luz de mi vida es una telenovela producida en Turquía por Emre Kabakuşak y Özgüvren. emitida por primera vez en 2022 transmitida a través de Divinity. 

## Sinopsis
La luz de mi vida relata la historia de Elif, una empresaria dedicada a la organización de bodas y eventos, cuya vida matrimonial con Hakan  parece transcurrir en un marco de estabilidad y felicidad. No obstante, esta aparente armonía se ve abruptamente interrumpida cuando Hakan fallece en un accidente de tráfico, hecho que desencadena una serie de eventos que transforman radicalmente la existencia de Elif.
Tras la pérdida de su esposo, Elif comienza a descubrir múltiples secretos que éste había mantenido ocultos, entre los cuales destaca la existencia de una hija, Gunes, una menor con discapacidad para el habla, de cuya paternidad ella desconocía por completo. La revelación genera en Elif una profunda conmoción y un sentimiento de traición, debido a que durante años Hakan mantuvo en secreto esta relación. A pesar de las dificultades emocionales, Elif asume la responsabilidad de cuidar a Gunes mientras emprende la búsqueda de su madre biológica, enfrentándose a numerosos obstáculos en el proceso.
Simultáneamente, Elif debe afrontar las graves consecuencias financieras que dejó su difunto esposo, quien había contraído deudas significativas con diversas entidades bancarias. En un intento por reestablecer su estabilidad económica y comprender mejor la vida oculta de Hakan, Elif se integra en Arkan, la empresa en la que trabajaba su marido. Allí conoce a Firat, el propietario del holding, un hombre marcado por la búsqueda constante de su hermana desaparecida, Dila, cuyo paradero se desconoce desde hace años.
El encuentro entre Elif y Firat da inicio a una compleja interrelación entre sus destinos, en la que convergen intereses personales y empresariales, así como la búsqueda de justicia, identidad y redención. A lo largo de la narrativa, la telenovela explora temáticas como el desamor, el secreto familiar, la lucha contra la adversidad, y la construcción de nuevas relaciones basadas en la confianza y la verdad.

## Emisión
La telenovela La luz de mi vida (Bir Küçük Gün Işığı) fue producida por NGM y emitida originalmente en Turquía por la cadena ATV. Su estreno tuvo lugar el 5 de septiembre de 2022, y la serie concluyó tras una temporada de 36 episodios 
En España, la serie fue adquirida por Mediaset España y estrenada en el canal Divinity el 25 de septiembre de 2023, a las 21:30 horas . La emisión en prime time resultó en un exitoso debut, alcanzando un 2,0% de cuota de pantalla y 256.000 espectadores, convirtiéndose en la telenovela líder en su franja horaria 
Además de su emisión televisiva, La luz de mi vida estuvo disponible en la plataforma de streaming Mitele PLUS, permitiendo a los espectadores acceder a los episodios bajo demanda.

## Elenco
La producción televisiva tuvo los siguientes personajes;
| Actor / Actriz    | Personaje     |
| ----------------- | ------------- |
| Seray Kaya        | Elif          |
| Berk Oktay        | Firat         |
| Esra Dermancıoğlu | Ümran         |
| Tuğçe Açıkgöz     | Dila          |
| Şeyma Korkmaz     | Sude          |
| Azra Aksu         | Güneş         |
| Yılmaz Bayraktar  | Yılmaz        |
| Gizem Ünsal       | Fulya Bilgin  |
| Yiğit Yapıcı      | Hakan         |
| Güneş Hayat       | Mehveş        |
| Eda Özerkan       | Feraye        |
| Beran Kotan       | Alper         |
| Cansu Senem       | Zerrin Yalman |
| Nail Kırmızıgül   | Cemil Ayaz    |
| Melis Gürhan      | Yasemin       |
| Tuna Arman        | Lamia         |
| Altan Erkekli     | Eşref         |
| Armağan Oğuz      | Sinan         |
| Yıldız Kültür     | Ayten         |

## Producción
La luz de mi vida (Bir Küçük Gün Işığı) es una telenovela turca producida por NGM Medya. La serie fue dirigida por Emre Kabakuşak y escrita por Özgür Evren Heptürk. La producción cuenta con una única temporada compuesta por 36 episodios, cada uno con una duración aproximada de 135 minutos.
El rodaje se llevó a cabo en Turquía y en diversas locaciones de Italia, incluyendo las ciudades de Bolonia y Venecia, lo que aportó un valor estético distintivo a la serie. La telenovela fue transmitida originalmente por el canal ATV desde el 5 de septiembre de 2022 hasta el 5 de junio de 2023.
En cuanto a su distribución internacional, la serie fue adquirida por Mediaset España, estrenándose en el canal Divinity el 25 de septiembre de 2023. Luego en mayo de 2025 La serie se iniciaria a transmitir en Caracol televisión en Colombia.